# Grytgöl (Gärdserums socken, Småland)
Grytgöl är en sjö i Åtvidabergs kommun i Småland och ingår i Storåns huvudavrinningsområde. Grytgöl ligger i Ekhultebergen Natura 2000-område.